# Nasturtium
Nasturtium é um género de plantas com flor pertencente à família Brassicaceae que integra cerca de 335  espécies descritas, mas que na sua presente circunscrição taxonómica têm apenas 8 espécies consideradas válidas. Entre outras espécies de interesse, inclui as espécies conhecidas pelo nome comum de agrião.

## Espécies
O género Nasturtium inclui as seguintes espécies:
- Nasturtium africanum Braun-Blanq.
- Nasturtium floridanum (Al-Shehbaz & Rollins) Al-Shehbaz & R.A. Price
- Nasturtium gambelii (S. Watson) O.E. Schulz
- Nasturtium groenlandicum (Hornem.) Kuntze
- Nasturtium microphyllum (Boenn. ex Rchb.) Rchb.
- Nasturtium officinale R.Br.
- Nasturtium sordidum (A. Gray) Kuntze
- Nasturtium × sterile (Airy Shaw) Oefelein